# Eric Bergshoeff
Eric Arnold Bergshoeff (* 5. August 1955 in Alphen aan den Rijn) ist ein niederländischer theoretischer Physiker, der sich mit Hochenergiephysik, Supersymmetrie und Supergravitation befasst.
Bergshoeff studierte Physik an der Universität Leiden mit dem Doctoraalexamen 1979 und der Promotion bei Bernard de Wit 1983 (Conformal Invariance in Supergravity). Als Post-Doktorand war er 1983/84 an der Brandeis University und danach 1984 bis 1988 am International Centre for Theoretical Physics (ICTP) in Triest, im Herbst 1988 Gastwissenschaftler am Imperial College London und am NIKHEF und 1989 bis 1991 am CERN. Ab 1991 forschte er an der Reichsuniversität Groningen als Stipendiat der Königlich Niederländischen Akademie der Wissenschaften (KNAW), wurde dort 1999 Universitätsdozent und 2001 Professor für theoretische Hochenergiephysik. Seit 2002 ist er dort Direktor des Zentrums für Theoretische Physik.
Er war einer der Pioniere in der Betrachtung von höherdimensionalen Objekten als Strings, den Branen. 1987 fand er mit  Paul Townsend und Ergin Sezgin Supermembranlösungen in der Supergravitation und mit Michael Duff, Chris Pope und Ergin Sezgin eine Supermembran Lösung in 11-dimensionaler Supergravitation, die den Rand der vierdimensionalen Raum-Zeit bei Kompaktifizierung in 7 Dimensionen bildet (Supermembrane at the end of the world).
Er hat eine Akademieprofessur der Königlich Niederländischen Akademie der Wissenschaften. Er ist Fellow des Institute of Physics. 2001 bis 2006 war er im Beirat des Lorentz-Zentrums.